# Vápeč
Vápeč (955 m n.p.m.) – szczyt w Górach Strażowskich. Jego wierzchołek i bliskie otoczenie obejmuje rezerwat przyrody o tej samej nazwie, utworzony w 1993 r., o powierzchni 75,38 ha.

## Położenie
Szczyt wznosi się na wschód od wsi Horná Poruba, w jej granicach katastralnych, przy czym teren rezerwatu przyrody wchodzi też w skład gminy Kopec.

## Warunki naturalne

### Geologia
Vápeč jest stworzony przez dominującą morfologicznie płaszczowinę hronikum. Na stokach jest zbudowany głównie z wczesnotriasowych (tzw. głównych) dolomitów. Szczyt tworzą wettersteińskie wapienie.

### Flora
Obszar przedstawia wyraźną wapienno-dolomitową dominantę Gór Strażowskich z bogatą gatunkowo florą i fauną ciepłolubnego i górskiego charakteru. Całościowy charakter leśnej i pozaleśnej roślinności. Przeważają leśne wapienne buczyny. Na stokach szczytowej i podszczytowej części Vápeča znajdują się obszary trawiasto-bylinowe, w których mają przewagę gatunki ciepłolubne, odsetek gatunków górskich jest mniejszy, zagęszczony w chłodniejszych miejscach.

## Szlaki turystyczne
- Szlakiem Bohaterów SNP ze wsi Kopec (3 km, 1 h 30')
- szlakiem z Hornej Poruby